# The Ben Shapiro Show
The Ben Shapiro Show  è un podcast in lingua inglese ideato e condotto da Ben Shapiro.
Il podcast è quotidianamente disponibile dal lunedì al venerdì sulle piattaforme principali di streaming (Spotify, Apple Music e YouTube) e anche in radio sul canale radiofonico statunitense Westwood One.
Gli episodi sono strutturati come un’analisi delle principali notizie del giorno commentate con una prospettiva conservatrice.

## Storia
Ben Shapiro decise di aprire il podcast nel settembre del 2015.
Il format è pressoché rimasto uguale a quello originale, con episodi di circa un’ora ad uscita quotidiana (dal lunedì al venerdì) più alcuni episodi speciali la domenica, nei quali spesso intervengono diversi ospiti (questo episodio è chiamato “Sunday Special”).
Dal 2019 il programma è trasmesso in radio attraverso il canale radiofonico Westwood One.

## Popolarità
The Ben Shapiro Show è uno dei podcast dedicati alle notizie e all’informazione più noti al mondo.
In totale, il canale YouTube del podcast ha ricevuto più di 500 milioni di visualizzazioni e, sui principali siti di streaming è stato scaricato più di 150 milioni di volte dagli utenti.